# Писковичская волость

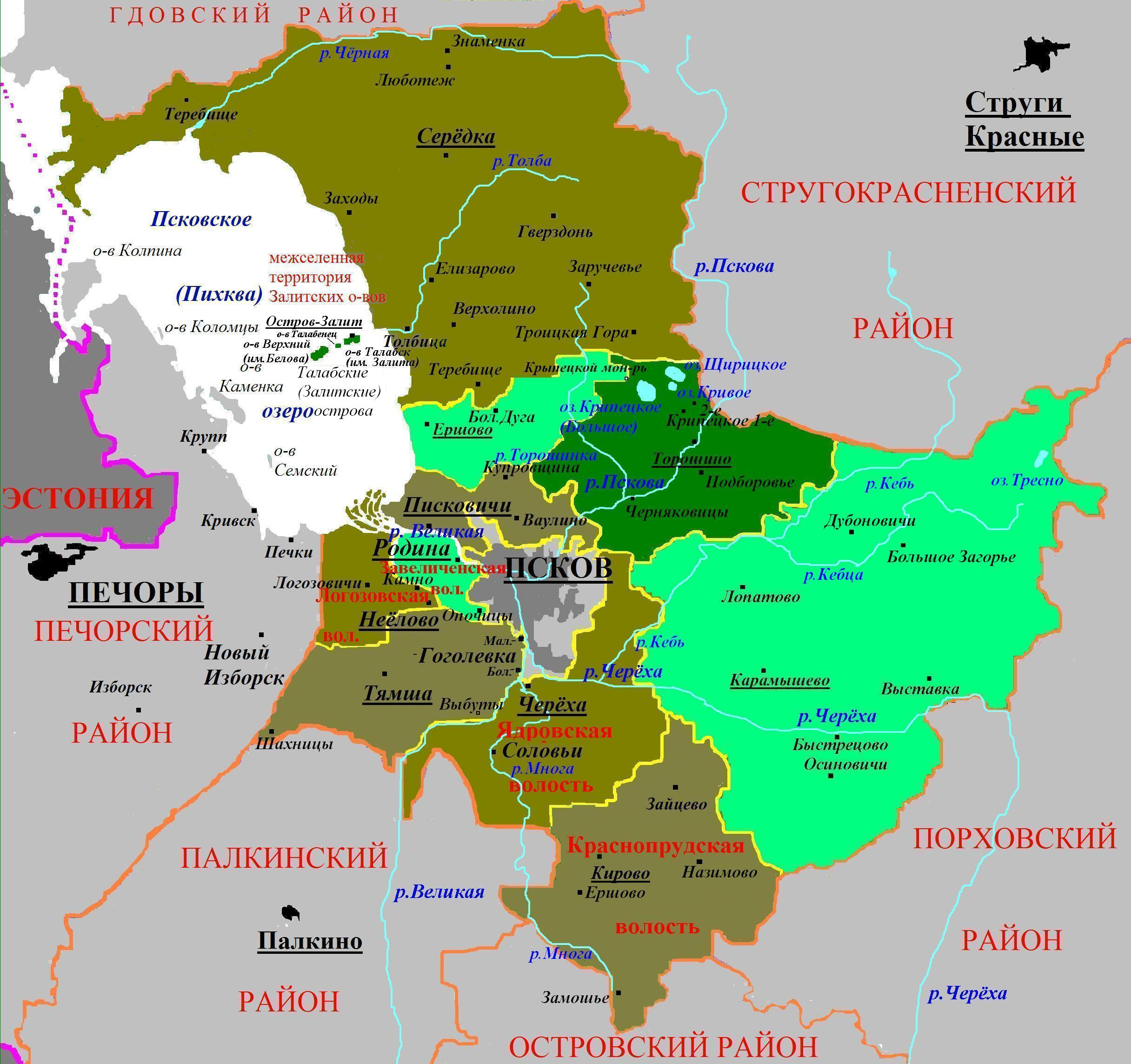
Административное деление Псковского района (2010)

Писковичская волость — административно-территориальная единица 3-го уровня и муниципальное образование со статусом сельского поселения в Псковском районе Псковской области России.
Административный центр — деревня Писковичи — находится в 8 км к северо-западу от города Псков, на берегу реки Великой.

## География
Территория волости граничит на севере с Ершовской, на востоке — с Торошинской волостями Псковского района, на юге — с городским округом Псков, на юго-востоке и юге — по реке Великой — с Завеличенской и Логозовской волостями Псковского района; на западе омывается водами Псковского озера и дельты реки Великой.
На территории волости частично расположен Снетогорско-Муровицкий памятник природы.

## История
До 1924 года эта территория в основном входила в Остенскую  (с центром в деревне Большая Остенка — ныне в черте деревни Ершово) и Торошинскую волости Псковского уезда Псковской губернии; затем с 1925 до 1927 годов — в укрупнённую Псковскую волость, которая включила ряд сельсоветов, в том числе Остенский, Амосовский  (по д. Амосово), Ваулинский (по д. Ваулино), Верхнегалковский (по д. Верхние Галковичи), Тупицкий (по д. Тупицы), Хотицкий (по д. Хотицы) сельсоветы. В 1927 году волости, уезды и губернии в СССР были упразднены, при этом сельсоветы вошли в Псковский район Псковского округа Ленинградской области.
В 1928 году Хотицкий сельсовет был переименован в Сосновский сельсовет (по деревне Сосново, включённой в городскую черту г. Пскова решением облисполкома от 3 ноября 1975 года). 16 июня 1954 года Остенский и Амосовский сельсоветы объединены в Струковский сельсовет (по д. Струково), а в состав Ваулинского сельсовета были включены Верхнегалковский и Тупицкий сельсоветы. 13 февраля 1960 года Струковский и Ваулинский сельсоветы вошли в Сосновский сельсовет. 15 апреля 1980 года Сосновский сельсовет был переименован в Писковичский сельсовет.
15 января 1986 года из части Писковичского и Торошинского сельсоветов был образован Ершовский сельсовет.
Постановлением Псковского областного Собрания депутатов от 26 января 1995 года все сельсоветы в Псковской области были переименованы в волости, в том числе Писковичский сельсовет превращён в Писковичскую волость.
Законом Псковской области от 28 февраля 2005 года в границах волости было образовано также муниципальное образование Писковичская волость со статусом сельского поселения с 1 января 2006 года в составе муниципального образования Псковский район со статусом муниципального района.
Законом Псковской области от 5 июня 2015 года территория урочища Богданово была передана из Писковичской волости в Ершовскую волость.

## Население
| 2002  | 2008  | 2009  | 2010  | 2012  | 2013  | 2014  |
| ----- | ----- | ----- | ----- | ----- | ----- | ----- |
| 3381  | ↗5210 | ↗5212 | ↘5133 | ↗5208 | ↗5302 | ↗5500 |
| 2015  | 2016  | 2017  | 2018  | 2019  | 2020  | 2021  |
| ↘5485 | ↘5411 | ↗5667 | ↗5823 | ↗6067 | ↗6335 | ↘6184 |

## Населённые пункты
В состав Писковичской волости входят 26 деревень:
| №  | Населённый пункт  | Тип     | Население, чел. 2001 | Население, чел. 2012 |
| -- | ----------------- | ------- | -------------------- | -------------------- |
| 1  | Абросово          | деревня | 23                   | ↗23                  |
| 2  | Амосово           | деревня | 2                    | ↘7                   |
| 3  | Ваулино           | деревня | 660                  | ↘650                 |
| 4  | Великое Село      | деревня | 12                   | ↗11                  |
| 5  | Верхние Галковичи | деревня | 37                   | ↗38                  |
| 6  | Голубово          | деревня | 338                  | ↗381                 |
| 7  | Гора              | деревня | 7                    | ↗9                   |
| 8  | Горки             | деревня | 3                    | ↗9                   |
| 9  | Загорицы          | деревня | 305                  | ↗372                 |
| 10 | Задолье           | деревня | 20                   | ↘12                  |
| 11 | Коренцы           | деревня | 17                   | ↗15                  |
| 12 | Котово            | деревня | 38                   | ↗40                  |
| 13 | Купровщина        | деревня | 105                  | ↗115                 |
| 14 | Лухново           | деревня | 88                   | ↗118                 |
| 15 | Молгово           | деревня | 15                   | ↗22                  |
| 16 | Муровицы          | деревня | 80                   | ↗87                  |
| 17 | Нижние Галковичи  | деревня | 35                   | ↘35                  |
| 18 | Новая             | деревня | 32                   | ↘4                   |
| 19 | Обижа             | деревня | 86                   | ↘56                  |
| 20 | Паклино           | деревня | 10                   | ↗43                  |
| 21 | Писковичи         | деревня | 3030                 | ↘2572                |
| 22 | Портянниково      | деревня | 100                  | ↗141                 |
| 23 | Солоново          | деревня | 67                   | ↗97                  |
| 24 | Струково          | деревня | 31                   | ↘24                  |
| 25 | Хотицы            | деревня | 250                  | ↗1044                |
| 26 | Черняковичи       | деревня | 17                   | ↘13                  |